# Kanton Villeurbanne-Centre
Kanton Villeurbanne-Centre (francouzsky Canton de Villeurbanne-Centre) je francouzský kanton v departementu Rhône v regionu Rhône-Alpes. Tvoří ho pouze centrální část města Villeurbanne.